# Orangeburg (Carolina do Sul)
Orangeburg é uma cidade localizada no estado norte-americano da Carolina do Sul, no Condado de Orangeburg.

## Demografia
Segundo o censo norte-americano de 2000, a sua população era de 12.765 habitantes.
Em 2006, foi estimada uma população de 13.563, um aumento de 798 (6.3%).

## Geografia
De acordo com o United States Census Bureau tem uma área de
21,5 km², dos quais 21,5 km² cobertos por terra e 0,0 km² cobertos por água.

## Localidades na vizinhança
O diagrama seguinte representa as localidades num raio de 16 km ao redor de Orangeburg.